# Hold Me, Thrill Me, Kiss Me, Kill Me
Pour les articles homonymes, voir Kill Me et Kiss Me (homonymie).
Singles de U2
Stay (Faraway, So Close!)
(1993) Miss Sarajevo
(1995)
Hold Me, Thrill Me, Kiss Me, Kill Me est un single du groupe de rock irlandais U2, sorti le 5 juin 1995. La chanson apparaît sur la bande originale du film Batman Forever de Joel Schumacher. De genre rock alternatif, le morceau  bénéficie d'arrangements de cordes qui apportent un peu de finesse à un rock de brut. Il tire son origine des sessions d'enregistrement de l'album Zooropa, publié en 1993. Il s'est classé N°1 dans plusieurs pays, N°2 au Royaume-Uni et N°16 aux Etats-Unis. Hold Me, Thrill Me, Kiss Me, Kill Me sera aussi inclus dans le Best of 1990-2000 du groupe, publié en 2002.

## Historique
Le 5 juin 1995, deux ans après la sortie de l'album Zooropa, U2 sort un nouveau single intitulé Hold me, Thrill me, Kiss me, Kill me.
A ce moment là, tout le monde pense à la sortie prochaine d'un nouvel album mais U2 s'y refuse en se disant que celui ci ressemblerait trop au précédent. Le titre qui sera la B.O de Batman Forever est juste une chute des sessions de Zooropa qui a été retravaillée.

## Clip
Le clip mêle animation et extraits du film Batman Forever. Il est réalisé par Kevin Godley et Maurice Linnane. On y voit le groupe U2 jouant sur les toits de Gotham City. Il y a plusieurs références à la tournée Zoo TV Tour du groupe et aux chansons The Fly et MacPhisto. Le groupe poursuit le Batwing avec une supercar jaune et en utilisant leurs guitares comme lance-flammes.

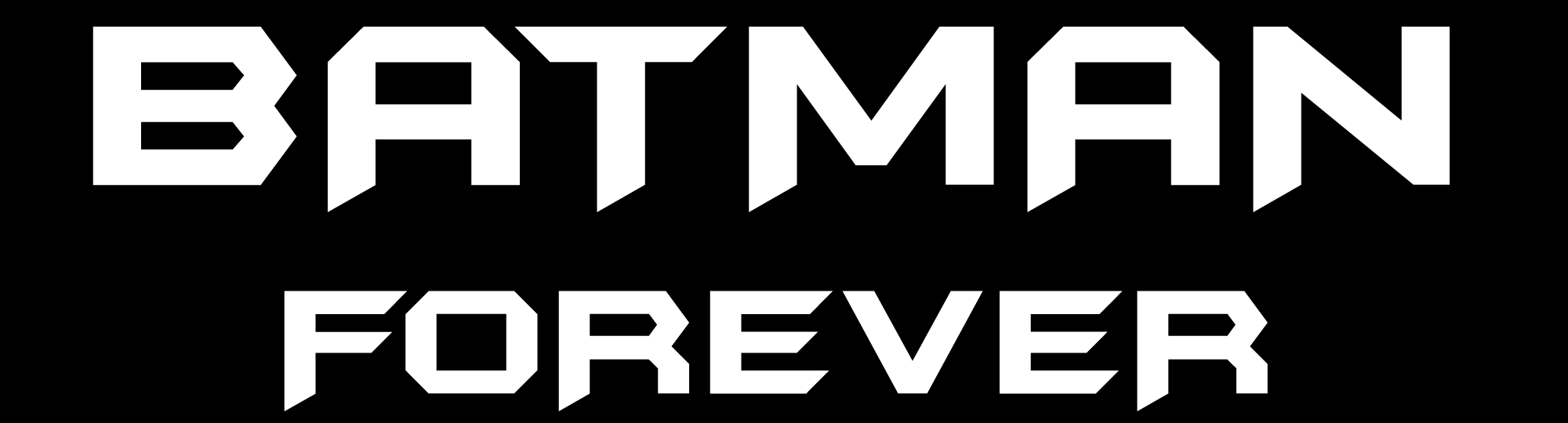
Hold Me, Thrill Me, Kiss Me, Kill Me apparaît sur la bande originale du film Batman Forever de Joel Schumacher.

## Critique
Le magazine britannique Music Week a attribué à Hold Me, Thrill Me, Kiss Me, Kill Me la note de 4/5 dans une critique, ajoutant : « Les fans de U2 vont se régaler avec le premier extrait de la bande originale de Batman Forever, une œuvre rock tourbillonnante aux accents orchestraux.

## Concert
La chanson est régulièrement jouée en rappels de la tournée PopMart Tour de U2 entre 1997 et 1998. Elle ne sera plus interprétée avant la tournée U2 360° Tour dès juin 2009.

## Liste des titres
| 1. | Sans titre                     | 4:47 |
| 2. | Sans titre (Elliot Goldenthal) | 3:39 |

| 1. | Sans titre                     | 4:47 |
| 2. | Sans titre (Elliot Goldenthal) | 3:39 |
| 3. | Sans titre (By Mazzy Star)     | 4:17 |
| 4. | Sans titre (clip)              | 4:45 |

| 1. | Sans titre | 4:47 |

## Classements et certifications
| Classement / pays (1995)                            | Meilleure position |
| --------------------------------------------------- | ------------------ |
| Australie - ARIA Singles Chart                      | 1                  |
| Autriche - Ö3 Austria Top 40                        | 3                  |
| Région flamande - Ultratop 50                       | 15                 |
| Région wallonne et Bruxelles-Capitale - Ultratop 40 | 4                  |
| Canada - RPM Top Singles                            | 3                  |
| Canada - RPM Alternative 30                         | 1                  |
| Pays-Bas - Dutch Top 40                             | 9                  |
| Finlande (Suomen virallinen lista)                  | 1                  |
| France - Classement SNEP                            | 10                 |
| Allemagne - Media Control Charts                    | 8                  |
| Irlande - Irish Singles Chart                       | 1                  |
| Nouvelle-Zélande RIANZ Singles Chart                | 1                  |
| Norvège - VG-lista                                  | 1                  |
| Suède - Sverigetopplistan                           | 2                  |
| Suisse                                              | 5                  |
| Royaume-Uni - UK Singles Chart                      | 2                  |
| Billboard Hot 100                                   | 16                 |
| Billboard Album Rock Tracks                         | 1                  |
| Billboard Modern Rock Tracks                        | 1                  |
| Billboard Top 40 Mainstream                         | 23                 |

| Classement / pays (1995)              | Position |
| ------------------------------------- | -------- |
| Australie                             | 29       |
| Autriche                              | 25       |
| Région flamande                       | 73       |
| Région wallonne et Bruxelles-Capitale | 28       |
| Pays-Bas - Dutch Top 40               | 76       |
| France                                | 35       |
| Suisse                                | 19       |
| Billboard Hot 100                     | 81       |

| Pays        | Certification | Date            | Ventes certifiées |
| ----------- | ------------- | --------------- | ----------------- |
| France      | Argent        | 7 novembre 1995 | 125 000           |
| Royaume-Uni | Or            | 1er août 1995   | 400 000           |

## Crédits
- Bono - chant, production
- The Edge - guitare, production
- Adam Clayton - basse
- Larry Mullen, Jr. - batterie
- Nellee Hooper – production
- Marius De Vries – programmation et claviers
- Craig Armstrong – arrangement de cordes